# Linares
Linares ist eine spanische Industrie- und Handelsstadt im Nordwesten der Provinz Jaén in der Autonomen Region Andalusien.
Die Zahl der Einwohner beträgt 55.261 (Stand: 2024), die Stadtfläche umfasst 197,92 km².

## Geschichte
Schon in vorrömischer Zeit war die Gegend um Linares besiedelt, allerdings sind die Informationen über Linares vor der Reconquista spärlich. Ein architektonisches Zeugnis ist die römische Puente de Vadollano. Erwähnt wird nur die Burg von Linares, die nach der Befreiung von den Arabern durch die Christen als Ausgangspunkt für die weitere Rückeroberung Andalusiens diente. 1227 erobert Fernando III. die Burg von Linares während der Reconquista. Während der Regierungszeit Philipps II. wird es zur Villa ernannt. Der Bau der zentralen Kirche Santa María la Mayor dauerte vom 13. bis zum 16. Jahrhundert.
Die Stadt wurde geprägt durch die Bleiminen in der Umgebung, deren verstärkte Ausbeutung im 19. Jahrhundert ein enormes Bevölkerungs- und Wirtschaftswachstum auslösten, von zunächst von 6.000 im Jahre 1849 auf 36.000 im Jahre 1877. Daher erfolgte auch 1875 die Erhebung zur Stadt. Heute sind die Minen geschlossen, jedoch sind metallverarbeitende Unternehmen in und um Linares angesiedelt, wie z. B. Santana Motor, ein Lizenzhersteller von Suzukis und Land Rovers. 1887 wurde die Brücke Viaducto de Vadollano erbaut.

## Sport

### Schachturnier
International bekannt ist Linares durch das 1978 ins Leben gerufene Internationale Großmeister-Turnier im Schach, das als eines der am stärksten besetzten der Welt galt. Das Turnier wurde 27 Mal ausgetragen. Ab 1988 fand es jährlich statt, Ausnahme war 1996. Seit 2011 gibt es keine Austragung mehr. Begründer und Finanzier war der Hotelier Luis Rentero (1932–2015), der sich nach einem Unfall zurückzog. Danach organisierte die Stadt das Turnier, das in den Jahren 2006, 2007 und 2008 räumlich zweigeteilt war, die erste Hälfte fand jeweils im mexikanischen Morelia statt.
Am 18. März 2005 erklärte der ehemalige Schachweltmeister Garri Kasparow nach seinem geteilten Turniersieg in Linares seinen Rücktritt vom professionellen Schach.

#### Sieger von Linares
1. 1978 – Jaan Eslon
2. 1979 – Larry Christiansen
3. 1981 – Anatoli Karpow und Larry Christiansen
4. 1983 – Boris Spasski
5. 1985 – Ljubomir Ljubojević und Robert Hübner
6. 1988 – Jan Timman
7. 1989 – Wasyl Iwantschuk
8. 1990 – Garri Kasparow
9. 1991 – Wasyl Iwantschuk
10. 1992 – Garri Kasparow
11. 1993 – Garri Kasparow
12. 1994 – Anatoli Karpow
13. 1995 – Wasyl Iwantschuk
14. 1997 – Garri Kasparow
15. 1998 – Viswanathan Anand
16. 1999 – Garri Kasparow
17. 2000 – Garri Kasparow und Wladimir Kramnik
18. 2001 – Garri Kasparow
19. 2002 – Garri Kasparow
20. 2003 – Wladimir Kramnik und Péter Lékó
21. 2004 – Wladimir Kramnik
22. 2005 – Wesselin Topalow und Garri Kasparow
23. 2006 – Lewon Aronjan
24. 2007 – Viswanathan Anand
25. 2008 – Viswanathan Anand
26. 2009 – Wasyl Iwantschuk und Alexander Grischtschuk

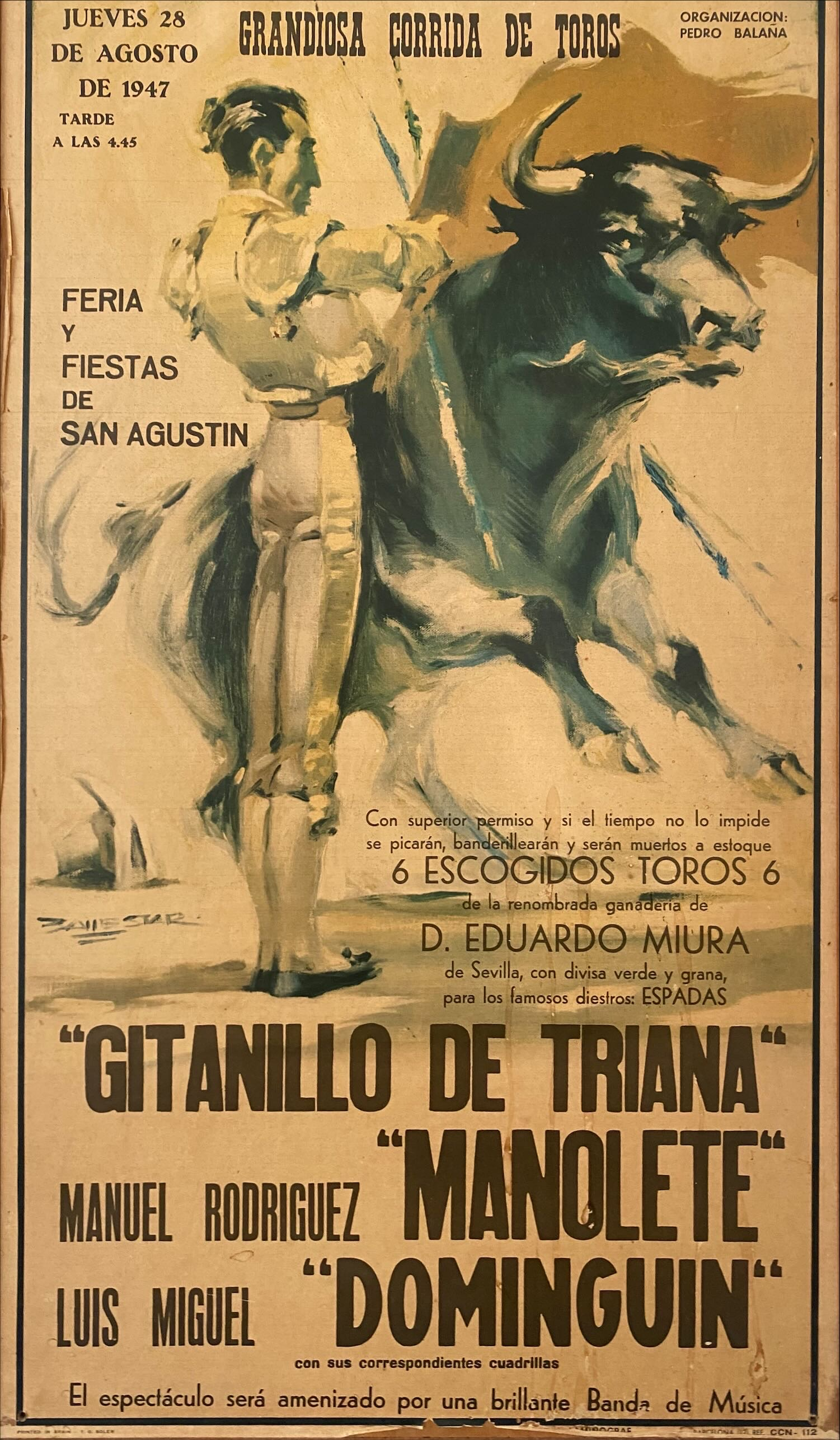
Werbeplakat für den Stierkampf, in welchem Manuel Rodriguez sterben würde

27. 2010 – Wesselin Topalow

### Fußball
Die Fußballvereine C. D. Linares und Linares Deportivo tragen ihre Heimspiele im 12.000 Zuschauer fassenden Estadio Municipal de Linarejos aus.

### Stierkampf
Linares verfügt eine Stierkampfarena, welche im Jahre 1866 erbaut und ein Jahr später eingeweiht wurde. Sie hat einen Durchmesser von 58,15 Metern und bietet 8.368 Sitzplätze. Das vielleicht bekannteste und wichtigste Ereignis, das in dieser Stierkampfarena stattfand, ist der Tod des Stierkämpfers Manuel "Manolete"  Rodríguez Sánchez. Zu seiner Ehre wurde vor der Arena eine Gedenktafel aus Keramik und Marmor errichtet.

## Verkehr
Linares ist über die Autovía A-32 und die rund zehn Kilometer von der Stadt entfernte Autovía A-4 in das spanische Fernstraßennetz eingebunden.
Der Bahnhof Linares-Baeza liegt südöstlich von Linares an der ADIF-Strecke 400 (Sevilla–) Alcázar de San Juan–Cádiz und ist Abzweigbahnhof für die Strecke 410 nach Almería. Bis 1966 bestand ferner die Tranvía de la Loma nach Úbeda. Im Gemeindegebiet von Linares liegt ferner der Güterbahnhof von Vadollano.
Der Aeródromo de Linares steht dem Luftverkehr zur Verfügung.

## Söhne und Töchter
In Linares wurden geboren:
- Pedro Poveda Castroverde (1874–1936), Ordensgründer, Heiliger der römisch-katholischen Kirche
- Samuel del Campo (1882–1960), Diplomat und Gerechter unter den Völkern
- Virginia Maestro (* 1982), Singer-Songwriterin